# El Pardo (municipio)
El Pardo fue un municipio español, desaparecido al integrarse a mediados del siglo XX en el de Madrid.

## Historia

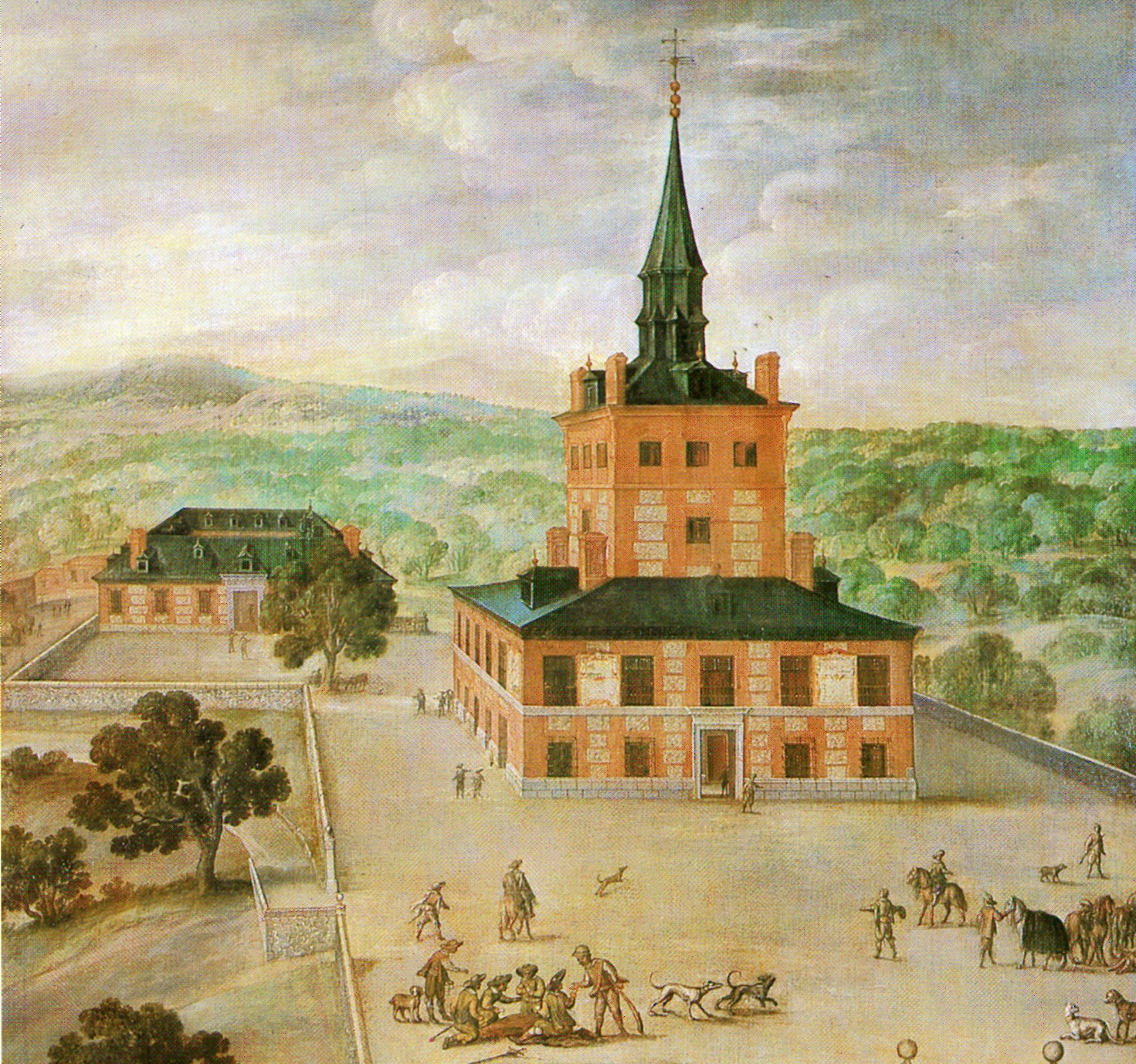
Torre de la Parada

Se ubica en medio de los bosques a los que da nombre y en la margen izquierda del Manzanares. A mediados del siglo XIX era descrito como un sitio real y lugar con ayuntamiento de la provincia y audiencia territorial de Madrid, perteneciente al partido judicial de Colmenar Viejo, diócesis de la patriarcal, en la región de Castilla la Nueva. Fue lugar de cacerías y recreo para los monarcas.
En 1849 contaba con 96 casas, 52 pertenecientes al patrimonio y las restantes de propiedad particular. Estas últimas se describían como «mezquinas y de miserable aspecto». Tenía una casa consistorial, cárcel, escuela para niños, un hospital para los empleados de la Real Casa y cuatro fuentes.
El 10 de agosto de 1950 se decretó su anexión al municipio de Madrid, mediante un texto con la rúbrica del dictador Francisco Franco y del ministro de la Gobernación, Blas Pérez González, publicado en el Boletín Oficial del Estado el 13 de diciembre de ese mismo año. En la actualidad el pueblo de El Pardo, junto con el monte del mismo nombre, constituye un barrio administrativo perteneciente al distrito de Fuencarral-El Pardo.

## Demografía
| Gráfica de evolución demográfica de El Pardo entre 1857 y 1940 |
|                                                                |
| Población de hecho de varios censos de población según el INE. |